# Tủ quần áo

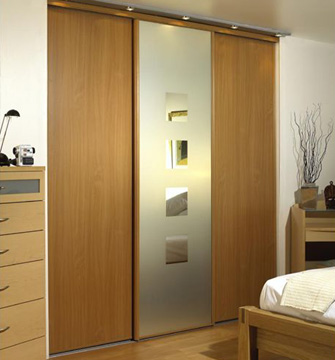
Một tủ quần áo phong cách hiện đại

Tủ quần áo hay tủ đồ (tiếng Anh: wardrobe) là một loại tủ đứng hoặc nằm có thể chứa quần áo được sử dụng để cất giữ trang phục. Tủ quần áo sơ khai nhất chỉ là cái rương đựng quần áo, và chỉ đến khi con người vươn tới mức sống xa hoa nhất định thì quần áo của giới quý tộc mới được cất giữ riêng tại những căn phòng đặt trong những lâu đài, cung điện vương giả. Bên trong căn phòng này có đầy những tủ khóa chứa quần áo. Dần dần theo thời gian tủ quần áo phát triển thành những không gian treo quần áo với nhiều ngăn kéo và hộc tủ.

## Lịch sử
Ở Mỹ, tủ quần áo ban đầu chỉ ở dạng "tủ chè" kích cỡ khiêm tốn, làm bằng gỗ sồi hồi đầu thế kỷ 16. Đây là mặt hàng xuất khẩu từ thuộc địa Bắc Mỹ sang Anh Quốc, bởi vì rừng ở Anh bị chặt phá quá mức hoặc phải để dành cho hải quân. Về sau người ta chế tác những loại tủ cồng kềnh nhưng có mặt trước được chạm trổ tinh xảo. Dần dà thợ mộc chuyển từ gỗ sồi sang gỗ cây óc chó. Loại gỗ này dồi dào hơn và hay dùng làm tủ ngăn kéo để xếp quần áo vào thay vì làm tủ đứng để treo quần áo.